# Танкова бригада СС «Вестфален»
Танкова бригада СС «Вестфален» (нім. SS-Panzer-Brigade "Westfalen") — німецьке військове формування, танкова бригада у складі військ Ваффен-СС, що брала участь у бойових діях на Західному фронті наприкінці Другої світової війни.

## Історія
Бригада була створена в березні 1945 року з розвідувальних навчальних частин Ваффен-СС, що знаходилися в районі Падерборна. У складі бригади було сформовано два полки — самохідний розвідувальний і самохідний навчально-запасний. Крім цього, до складу бригади входило два піхотних підрозділи СС «Клосковскі» і «Грамс», а також армійський 507-й важкий танковий батальйон.
На думку Чарльза Б. Макдональда у бригаді «Вестфален» було близько 60 танків «Тигр» і «Пантера» станом на 30 березня 1945 року. Однак, на думку Стівена Залоги, наприкінці березня бригада мала у своєму складі лише 15 старих навчальних танків Панцер III, 21 танк Тигр II і 2 «Ягдпантери».
Бригада вперше вступила в бій 30 березня проти частин 3-ї бронетанкової дивізії США, намагаючись захистити шлях до Падерборна. 1 квітня вона була змушена залишити місто, відступаючи з 40 танками і штурмовими гарматами що вціліли. Потім залишки бригади захищали шлях до Везера від 3-ї бронетанкової дивізії США. Бригада була повністю знищена в районі Тевтобурзького лісу.

## Командири
- Оберштурмбаннфюрер СС Ганс Штерн (29 березня — квітень 1945)

## Склад
- Самохідний розвідувальний полк СС «Мейер»
  - 1-й самохідний розвідувальний навчально-запасний батальйон СС
  - 2-й самохідний розвідувальний навчально-запасний батальйон СС
  - Самохідний розвідувальний навчальний батальйон молодшого командного складу СС
- Танковий навчально-запасний полк СС «Гольцер»
  - 1-й розвідувальний навчально-запасний батальйон СС
  - 2-й розвідувальний навчально-запасний батальйон СС
  - Самохідний розвідувальний навчальний батальйон молодшого командного складу СС
- 507-й важкий танковий батальйон
- Батальйон СС «Клосковскі»
- Батальйон СС «Грамс»